# James Idun
James Idun (* 23. April 1963) ist ein ehemaliger ghanaischer Sprinter.
Bei den Olympischen Sommerspielen 1984 in Los Angeles nahm er am 200-Meter-Lauf teil, wo er im Vorlauf mit einer Zeit von 22,55 Sekunden ausschied.